# 막시밀리안 아르놀트
막시밀리안 아르놀트(독일어: Maximilian Arnold, 1994년 5월 27일 ~ )는 독일의 축구 선수로, 포지션은 미드필더다. 현재 독일 푸스발-분데스리가의 VfL 볼프스부르크에서 활약하고 있다.

## 선수 경력

### 성장기
옛 동독 지역 작센주의 작은 마을 리에자에서 태어난 그는, 12세가 되던 해에 축구를 배우기 위해 드레스덴으로 떠났다. 뒤나모 드레스덴 아카데미에서 3년간 배운 후, VfL 볼프스부르크의 아카데미에 입단했다.

### VfL 볼프스부르크
2011년 11월 26일 FC 아우크스부르크를 상대한 경기에 교체 출전하여 성인 무대 데뷔 경기를 가졌다.
2013년 4월 13일 TSG 1899 호펜하임을 상대로 득점하며, 자신의 프로 데뷔골을 기록했다. 이 득점으로 아르놀트는 볼프스부르크 역사 상 최연소 득점자로 기록되었다. 시즌이 끝난 후 6월 22일 아르놀트는 볼프스부르크와 4년 재계약에 합의했다.
2016년 4월 7일 UEFA 챔피언스리그 8강전 레알 마드리드 CF와의 경기에서 득점을 기록하여, 첫 유럽 무대 골을 기록했다.

## 국가대표 경력

### 독일
2014년 5월 13일 폴란드와의 경기에서 막스 마이어와 교체되며 국가대표 경기 데뷔전을 치렀다.

## 수상

### 구단

#### VfL 볼프스부르크
- DFB-포칼 : 2014-15 (우승)
- DFB-슈퍼컵 : 2015 (우승)

### 국가대표

#### 독일 U21
- UEFA U-21 축구 선수권 대회 : 2017 (우승)

### 개인

#### 독일 U21
- UEFA U-21 축구 선수권 대회 : 대회 베스트 일레븐